# سكوت يونغ
سكوت يونغ (بالإنجليزية: Scott Young)‏ (22 يوليو 1969 بشوريهام في المملكة المتحدة - ) هو لاعب كرة قدم بريطاني في مركز الظهير. لعب مع كولتشستر يونايتد وبيشوب ستورتفورد وبري تاون وويكمب وندررز وبرايتلينجسي ريجنت وCornard United F.C. ‏ وWitham Town F.C. ‏ وويفنهو تاون ‏ وهلستد تاون ‏.